# Stapelianthus madagascariensis
Stapelianthus madagascariensis là một loài thực vật có hoa trong họ La bố ma. Loài này được (Choux) Choux ex A.C. White & B. Sloane miêu tả khoa học đầu tiên năm 1933.